# 송영진 (1991년)
송영진(1991년 6월 29일 ~ )은 대한민국의 전직 스타크래프트 II 프로게이머이다. 종족은 저그이며, 아이디는 SongDuRi이다.
2010년 상반기 드래프트에서 CJ 엔투스의 추천선수로 입단하였다.
2014년 2월 5일 은퇴했다.

## 주요 기록
- 2013년 2013 WCS 코리아 시즌 2 챌린저리그 32강
- 2013년 2013 WCS 코리아 시즌 3 조군샵 글로벌 스타크래프트 II 리그 32강
- 2013년 2013 WCS 코리아 시즌 3 챌린저리그 48강